# Tenhansaari
Tenhansaari är en ö i Finland. Den ligger i sjön Suontienselkä och Paasvesi och i kommunen Suonenjoki i den ekonomiska regionen  Inre Savolax ekonomiska region  och landskapet Norra Savolax, i den centrala delen av landet, 290 km norr om huvudstaden Helsingfors. Öns area är 2,7 hektar och dess största längd är 290 meter i nord-sydlig riktning.